# François-Joachim de Pierre de Bernis
Pour les articles homonymes, voir Bernis.
Pour les autres membres de la famille, voir Famille de Pierre de Bernis.
François-Joachim de Pierre, cardinal de Bernis, né le 22 mai 1715 à Saint-Marcel-d'Ardèche et mort le 3 novembre 1794 à Rome, est un homme de lettres et diplomate français.
Ambassadeur près la république de Venise (1752-1755), ministre d'État (1757), secrétaire d'État des Affaires étrangères (1757-1758) et enfin chargé d'affaires auprès du Saint-Siège (1769-1791), cette figure emblématique de l'Ancien Régime finissant, Bernis a été étudié au XIXe siècle par l’historien Frédéric Masson, alors en quête de personnages intègres pouvant servir de trait d’union entre l’ancienne France et celle née de la Révolution. Au XXe siècle, Bernis est associé par divers hommes de lettres au plaisir de vivre et au libertinage de mœurs, au point que sa figure se positionne à la croisée du réel et de la fiction. La redécouverte récente des riches archives personnelles du cardinal de Bernis a permis à une équipe internationale de chercheurs, dirigée par Gilles Montègre, de reconsidérer en profondeur le personnage, et à travers lui la réalité de l’Europe diplomatique et culturelle du XVIIIe siècle.

## Biographie

### Origines et formation
Cadet d’une famille de noblesse ancienne, les de Pierre, Bernis est destiné à la carrière ecclésiastique. Il fait ses études au collège Louis-le-Grand à Paris, avant d'entrer au grand séminaire de Saint-Sulpice. Excellent élève, il était à la fois ambitieux et mélancolique, comme l'atteste un passage de ses Mémoires :

« Je suis né sensible à l'excès. Ma situation m'humiliait, j'en dévorais l'amertume ; mais je savais bien qu'un visage triste intéresse peu de temps et fatigue bientôt. J'eus donc la force de garder mes chagrins pour moi, et de ne faire briller aux yeux des autres que mon imagination et ma gaieté. »

Son esprit libre le pousse à quitter le séminaire en 1735. Après avoir reçu les titres de chanoine-comte de Brioude puis de Lyon en 1748,, l'abbé de Bernis entame une carrière de poète, à laquelle il mettra définitivement fin, 15 ans plus tard, pour entrer en politique.

### Carrière poétique
Pour établir rapidement la réputation de son esprit, Bernis choisit le genre de la poésie, pour lequel il a des facilités. Estimant assez peu ses productions, qui lui coutent peu à produire, il sait néanmoins que la célébrité qui lui en restera lui sera utile:38, même si elles valent, par la même occasion, le sobriquet de « Babet la bouquetière », ou « Belle Babet » de la part de Voltaire, allusion assez transparente à son orientation sexuelle. Son poème des Quatre saisons anticipe néanmoins un attrait pour la nature qui marquera en profondeur toute la seconde moitié du siècle, et qui explique que les œuvres poétiques de Bernis feront à cette époque l'objet de nombreuses éditions. Pour lors, Bernis fait connaître ses vers dans le salon parisien de Marie-Thérèse Geoffrin, ou auprès de la cour entretenue au château de Sceaux par la duchesse du Maine, fondatrice du cercle des chevaliers de l'Ordre de la Mouche à Miel. La fréquentation du cardinal de Polignac enjoint à Bernis d'entreprendre la composition d'un long poème en 10 chants, La Religion vengée, qui ne sera publié qu'après sa mort.

### La marquise de Pompadour et l'entrée en politique
Convaincu d’abandonner la poésie pour la politique:148-9, Bernis s'adresse d'abord au tout puissant ministre de Louis XV, le cardinal de Fleury, qui répond au jeune abbé : « Oh ! Monsieur, tant que je vivrai, vous n'aurez point de bénéfices:36. » Bernis rétorque par un trait d'esprit : « Eh bien, Monseigneur, j'attendrai. » Fleury ne l’aura pas fait attendre bien longtemps, puisqu’il est mort en 1743, son successeur, l’évêque de Mirepoix n’étant pas mieux disposé à son égard que son prédécesseur, parce qu’il lui reprochait d’avoir été poète:85, Bernis entreprend d’entrer à l’Académie française.
Retardée par la maladie du roi à Metz, au cours de laquelle nombre de courtisans ont été exilés et l’opposition de Claudine de Tencin, cette démarche aboutit le 26 novembre 1744. Âgé de seulement 29 ans, l'abbé de Bernis entre à l'Académie française, et fréquente entre autres Fontenelle, Montesquieu, Dortous de Mairan, Maupertuis, l’abbé Terrasson mais, content de s’être fait un nom dans les lettres, ne voulant pas qu’on le croie borné à les cultiver, évite de vivre trop étroitement avec les gens de lettres:91.
Il fréquente les femmes Louise Dupin, la marquise du Châtelet, Marie-Sophie de Courcillon, et surtout est présenté, par l'intermédiaire de sa parente, Élisabeth-Charlotte Huguet de Sémonville, comtesse d'Estrades, en 1745, à la marquise de Pompadour, nouvelle favorite de Louis XV, dont il fait une amie et confidente, à laquelle il enseigne les usages du monde et de l'aristocratie, ce dont elle le récompense, en lui faisant obtenir une pension royale de 1 500 livres, un appartement aux Tuileries, et en lançant sa carrière diplomatique.

### Ambassadeur à Venise (1752-1755)
Bernis sollicite du roi une ambassade en Pologne, mais obtient seulement d'être envoyé auprès de la république de Venise, envisagée à l'époque comme un « cul-de-sac » pour les ambassadeurs du XVIIIe siècle. « Je n'étais guère à craindre à Venise, écrit Bernis dans ses Mémoires, et tout ce qui pouvait m'y arriver de pis, c'était d'y être oublié ». Bernis va en réalité cultiver sa réputation à Venise, où il arrive en octobre 1752, en concevant  la Sérénissime République comme une école pratique de la diplomatie, particulièrement propice à l'apprentissage des missions de négociation, d'information et de représentation attendues des ambassadeurs sous l'Ancien Régime. La République faisait peser des contraintes particulièrement fortes sur les représentants des puissances étrangères dans la ville, qui ne pouvaient communiquer directement avec les membres du gouvernement. Bernis s'attache à jouer de ces contraintes pour mieux les déjouer, et faire aboutir une négociation relative à la taxation des sucres en provenance des colonies françaises et portugaises. À la fin de son ambassade, il convainc le gouvernement vénitien de la pertinence d'une alliance avec la France pour se préserver des appétits autrichiens. Bernis comprend parallèlement que Venise demeure un poste d'observation privilégié pour comprendre les équilibres de l'Europe et du monde : il fait parvenir à Versailles de nombreux mémoires analytiques sur divers sujets (commerce, finance, industrie, religion, politique) nourris par l'abondant réseau d'informateurs (marchands, consuls, espions) qu'il entretient dans la Sérénissime. Enfin, Bernis cherche à faire du palais Surian-Bellotto où il réside un pôle d'attraction et de représentation dynamique au service de la France, en mettant à profit les nombreux voyageurs étrangers attirés, notamment lors des fêtes et du carnaval, par une ville en laquelle Voltaire voyait le « caravansérail de l'Europe » :

« Il arrive tous les jours un grand nombre de seigneurs allemands, génois, anglais, pour la fête de l'Ascension. Ma maison est le rendez-vous général. Je fais de mon mieux et même plus que je puis faire pour bien recevoir les étrangers qui, ce me semble, doivent être parfaitement bien accueillis par les ministres qui réfléchissent. »

Avant l'exploitation des archives publiques et privées de son ambassade, la période vénitienne de Bernis a principalement été envisagée sous l'angle du libertinage, sur la base du témoignage tardif de Casanova, affirmant dans l'Histoire de ma vie avoir partagé avec l'ambassadeur français les faveurs de deux religieuses vénitiennes échappées d'un couvent de Murano. S'il est très vraisemblable que Casanova ait fait partie du réseau d'espions entretenus par Bernis à Venise, la véracité de son témoignage reste sujette à caution, car le gouvernement vénitien qui surveillait très attentivement l'aventurier avant son incarcération dans la prison des Plombs n'a laissé aucune trace de ses liens supposés avec l'ambassadeur. Les casanovistes de leur côté, en dépit de recherches nombreuses, ne sont jamais parvenus à établir avec certitude l'identité de la religieuse répondant aux initiales de M.M., dont Casanova affirme qu'elle était l'amante de Bernis.
Bernis quitte Venise en avril 1755, après avoir séjourné trois mois à Parme et avoir reçu le sous-diaconat du patriarche de la Sérénissime. Envoyé en Italie comme un courtisan aux compétences douteuses, Bernis revient à Versailles en diplomate accompli ayant fait l'apprentissage de la diplomatie secrète. Ces atouts allaient se révéler décisifs pour négocier le renversement des alliances qui se préparait en Europe.

### Bernis et la «révolution diplomatique» de 1756-1757

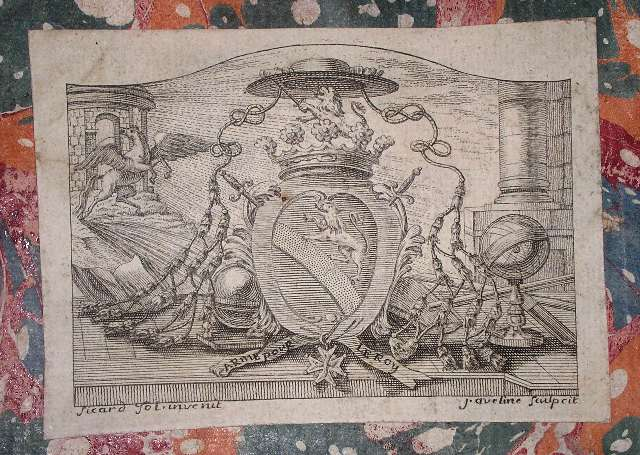
Ex-libris du Cardinal de Bernis

D’abord pressenti pour occuper le poste stratégique d’ambassadeur de France à Madrid, Bernis se voit confier par Louis XV, répondant à la proposition du chancelier Kaunitz, l’une des plus importantes transformations des rapports de force européens depuis le Moyen Âge : une réconciliation de la France des Bourbons avec l’empire des Habsbourg. Cette négociation, qui dédouble dans un premier temps le Secret du roi, se déroule à Bellevue et à Paris à partir de septembre 1755 entre Bernis et l’ambassadeur autrichien Starhemberg. Elle débouche sur le premier traité de Versailles du 1er mai 1756, par lequel la France et l’Autriche contractent une alliance défensive.
Ce rapprochement franco-autrichien a fait l’objet d’une légende noire dans l’historiographie française liée aux déboires que la France a subis par la suite durant la guerre de Sept Ans. Or, à l’époque où elle est négociée, cette révolution diplomatique s’avère indispensable pour la France, car son ancien allié prussien s’est rapproché de l’Angleterre, par le traité de Westminster du 1er janvier 1756) tandis que cette dernière a montré sa volonté de s’en prendre aux possessions françaises en Amérique (combat du 8 juin 1755). En ne s’alliant pas avec l’Autriche des Habsbourg, la France risquait donc de voir de dresser contre elle une grande coalition européenne.
Appelé au conseil du roi en janvier 1757, Bernis poursuit les négociations qui aboutissent au second traité de Versailles du 1er mai 1757, concrétisant une alliance cette fois offensive entre Bourbons et Habsbourg. Les promesses d’armées et de subsides vont dès lors contraindre la France à participer à une guerre continentale au profit de l’Autriche, tandis que l’Angleterre menace ses possessions outre-mer. Compte tenu de l’ampleur de la coalition qui s’est mise en place, les espérances de victoire sont grandes. Afin que le conflit ne « tourne en guerre de religion », Bernis a veillé à ce que la Suède luthérienne et la Russie orthodoxe rejoignent la coalition catholique franco-autrichienne, face à la Prusse et l’Angleterre protestantes. Il a parallèlement œuvré à apaiser les conflits entre le roi et les parlements du royaume, préalable nécessaire au financement de la guerre.

### Ministre des Affaires étrangères au début de la guerre de Sept ans
En juin 1757, Bernis remplace Antoine Louis Rouillé comme secrétaire d’État des Affaires étrangères. Son ministère est d’abord placé sous les meilleurs auspices, compte tenu des premières victoires françaises de la guerre de Sept Ans. Mais il se rend vite compte que la France n’est pas en état de sortir victorieuse du conflit, et a la naïveté de faire part de ses doutes à Choiseul, alors ambassadeur de France à Vienne. La défaite de Rossbach le 5 novembre 1757 signe un tournant dans la guerre. Dès lors, Bernis n’a de cesse de prôner une issue rapide et pacifique du conflit pour limiter les pertes françaises. La marquise de Pompadour et Choiseul se retournent alors contre lui pour défendre la poursuite de la guerre et gagner en influence auprès du roi. En octobre 1758, Bernis redouble de naïveté en offrant au roi sa démission et son remplacement par Choiseul : il espère se voir confier en retour la direction d’un comité central des ministres qui travaillerait à une restauration des finances de la monarchie. Le 30 novembre, il reçoit la barrette de cardinal, négociée avec Rome depuis plusieurs mois mais, le 13 décembre 1758, Louis XV fait parvenir au nouveau cardinal une lettre de cachet qui lui enjoint de s’exiler dans l’une de ses abbayes de province. Choiseul prend alors la tête des Affaires étrangères, la France s’enfonce dans la guerre et signe, en 1763, le traité de Paris, qui la prive de l’essentiel de ses possessions coloniales au profit de l’Angleterre.

### L'exil et l'archevêché d’Albi
Comme lieu de son exil, Bernis choisit le château de Vic-sur-Aisne, qui dépendait de son abbaye de Saint-Médard de Soissons reçue en 1756. C’est donc à Soissons qu'il se fait ordonner prêtre en septembre 1760. Depuis son lieu d’exil, Bernis cultive sa correspondance avec Voltaire, et entame la rédaction de ses Mémoires, dictés à sa nièce la marquise du Puy-Montbrun, dans lesquelles il cherche à justifier son action politique. Il reçoit à partir de 1762 l’autorisation de rendre visite à sa famille en Vivarais et en Languedoc, puis celle de séjourner à la cour.
En 1764, Léopold-Charles de Choiseul-Stainville, frère cadet du ministre, quitte l’évêché d'Albi pour celui de Cambrai. Le duc de Choiseul œuvre alors à ce que Bernis prenne sa place. Devenu maître du puissant archevêché d’Albi, le cardinal s'y révèle un excellent administrateur, faisant planter des vignes, tracer des routes, et s'occupant des charités publiques. Grâce à de copieux bénéfices ecclésiastiques, il peut mener grand train au palais de la Berbie, où il confie à l'abbé Gabriel Cavaziez la gestion de son importante bibliothèque. Parallèlement, il passe une partie de ses étés auprès de sa sœur Françoise-Hélène de Pierre de Bernis, au château de Salgas.

### À Rome (1769-1791)
Bernis est d’abord appelé à Rome pour participer en tant que cardinal à l’élection du successeur de Clément XIII, mort le 2 février 1769. Arrivé à Rome le 21 mars, Bernis entre en conclave avec la mission de faire élire un pape qui puisse mettre fin au bras de fer entre la papauté et les couronnes française et espagnole, en acceptant de supprimer l’ordre des Jésuites. Il favorise le ralliement autour de la figure du franciscain Ganganelli, élu pape le 19 mai 1769 sous le nom de Clément XIV.
Au terme du conclave, Choiseul veille à ce que Bernis demeure à Rome en qualité de chargé d’affaires du roi de France (les cardinaux français missionnés auprès du pape ne se voyaient pas confier alors le titre d’ambassadeur). Installé au palais de Carolis, Bernis inaugure une mission diplomatique de près de 25 ans sur les bords du Tibre. Il travaille d’abord à obtenir du pape la suppression des Jésuites, mais c’est grâce à l’intervention de l'Espagne en la personne de Floridablanca que cette suppression se concrétise par le bref Dominus ac Redemptor du 21 juillet 1773.
Après la mort de Clément XIV en septembre 1774, Bernis participe à l’un des plus longs conclaves de l’histoire du Saint-Siège, opposant les cardinaux zélantes favorables aux anciens Jésuites et les cardinaux des couronnes catholiques. C’est lui qui parvient à rallier les suffrages autour d’Angelo Braschi, qui prend le 15 février 1775 le nom de Pie VI.
Dans les années qui suivent, Bernis s’attire la réputation d’être le « roi de Rome », grâce à un système de sociabilité culturelle savamment orchestré autour de son palais d’ambassade, articulé avec l’Académie de France à Rome alors installée au palais Mancini, et avec la librairie française de Rome Bouchard et Gravier. Prétendant tenir « l’auberge de la France dans un carrefour de l’Europe », Bernis reçoit à sa table les multiples voyageurs français et étrangers séjournant dans la ville éternelle, mettant en relation hommes d’État, prélats, artistes, savants et gens de lettres. Ouvertes aux femmes et aux élites du savoir autant que de la naissance, les réunions cosmopolites du palais de Carolis deviennent célèbres à Rome et à travers l’Europe pour les dîners, les concerts et les expositions artistiques qui s’y déploient.
Parallèlement, Bernis continue à jouer un rôle de médiation, primordial dans la diplomatie française en direction de l’Europe et du monde, comme en témoigne sa correspondance « secrète et réservée » avec le comte de Vergennes, secrétaire d’État des affaires étrangères de Louis XVI entre 1774 et 1787. Cette correspondance, riche de plus 1 200 lettres, atteste en particulier du rôle joué par le cardinal dans le renforcement de l’alliance franco-espagnole, décisive au moment de la guerre d’indépendance américaine. En 1784, Vergennes envoie Bernis à Naples pour tenter de réchauffer les liens dynastiques avec les Bourbons des Deux-Siciles. Le cardinal rend justice à l’action menée à Naples par le chargé d’affaires français Dominique Vivant Denon, mais ne parvient pas à rompre l’anglophilie dominante à la cour des souverains napolitains.
Moins proche de Pie VI qu’il ne l’avait été de Clément XIV, Bernis gagne en influence au sein de la curie romaine en devenant la « sentinelle » du cardinal réformateur Ignazio Boncompagni Ludovisi. Ce dernier devient entre 1785 et 1789 le secrétaire d’État de Pie VI, contribuant à renforcer l’ascendant de Bernis dans les affaires franco-romaines avant que n’éclate la Révolution.

### Bernis et la Révolution française
Refusant la présidence de l’ordre du clergé aux États généraux, Bernis demeure à Rome jusqu’à sa mort en 1794, et développe dans ses correspondances privées avec les autres diplomates français dans la péninsule italienne un regard qui anticipe étonnamment la scansion politique révolutionnaire. Longtemps présenté comme un contre-révolutionnaire invétéré, il a, en réalité, développé à Rome, sous la Révolution, une action médiatrice et modératrice, mise en lumière par les récentes recherches de Virginie Martin et Gérard Pelletier. Ayant refusé de prêter le serment imposé par l’Assemblée nationale aux membres du clergé pourvus de fonctions publiques « sans addition ni modification », celle-ci lui envoie, le 22 mars 1791, ses lettres de rappel de ses fonctions de chargé d’affaires de la France en cour de Rome. Il continue néanmoins à exercer une grande influence auprès du pape, et parvient à retarder la rupture du Saint-Siège avec la France engendrée par la Constitution civile du clergé.
À Rome, Bernis crée un écran entre le ministère français des Affaires étrangères et les évêques français de l'Assemblée nationale (réunis autour de l'archevêque d'Aix Boisgelin), qui pressent le pape de se prononcer sur la Constitution civile dans le sens de l'ouverture:477, mais la lenteur de réaction de Pie VI a rendu la position intenable pour Louis XVI et pour le clergé de France. Au palais de Carolis, Bernis accueille les émigrés de la Révolution, au premier rang desquels les Polignac et les tantes de Louis XVI, Mesdames Adélaïde et Victoire. Les réseaux italiens de la contre-révolution se tournent alors vers Bernis, considéré à ce moment, comme « une des meilleures têtes de l’Europe » par le comte de Vaudreuil, protégé du comte d’Artois. Cependant Bernis dissuade les princes en exil de toute action, considérant que les manœuvres contre-révolutionnaires accroissent en France la menace de la guerre civile et portent atteinte à l’autorité du roi:104.
Par ailleurs, les prêtres et évêques français qui se réfugieront à Rome seront reçus avec froideur sinon hostilité — notamment ceux qui jouèrent un rôle lors des débats sur la Constitution civile du clergé —, comme en témoigne la correspondance de l'archevêque de Bordeaux, Champion de Cicé. Bernis perd ensuite son audience auprès des princes émigrés et du pape. Celui-ci lui confie néanmoins la mission de centraliser les établissements religieux français à Rome : le bref Non opus esse du 10 décembre 1793 fait de lui le premier administrateur des Pieux Établissements de la France à Rome.
À sa mort, son ami, le diplomate espagnol José Nicolas de Azara, qui lui avait fait obtenir du gouvernement espagnol, une pension de mars 1791 à sa mort, en remplacement de la perte de ses bénéfices, est son exécuteur testamentaire. En 1803, la famille de Bernis obtient de Bonaparte l’autorisation de transférer la dépouille du cardinal dans la cathédrale de Nîmes, tandis que son cœur demeure à Rome dans l’église Saint-Louis-des-Français, dans un cardiotaphe décoré d’un bas-relief en 1805.

## Famille
Les membres actuels de la famille du cardinal de Bernis descendent tous du mariage célébré le 6 mai 1776 à Albano entre Sophie du Puy-Montbrun, petite nièce du cardinal, et le vicomte Pons Simon de Pierre de Bernis, lointain cousin du cardinal. Ce mariage avait été ardemment souhaité par le cardinal de Bernis afin d'assurer une descendance à la famille de Pierre de Bernis.
Le cardinal de Bernis avait pour autre lointain cousin François de Pierre de Bernis, coadjuteur de l'archevêché d'Albi, devenu archevêque de Rouen en 1819.
Il était grand-oncle du cardinal comte Anne Louis Henri de La Fare (1752-1829), évêque de Nancy puis archevêque de Sens et d’Auxerre, premier aumônier de madame la dauphine, pair de France, commandeur de l’ordre du Saint-Esprit, ministre d'État (1824) qui fut le chargé d'affaires du roi Louis XVIII à Vienne durant l'émigration.

## Mémoires
Bernis est resté célèbre pour ses Mémoires, écrits dans le style plaisant de l'époque, où il conte les aventures et les actions de sa vie, dénonçant ses ennemis comme le cardinal de Fleury et restant fidèle à ses amitiés, par exemple avec Madame de Pompadour ou avec Marie-Thérèse de La Ferté-Imbault. S’achevant en 1758, ses Mémoires restent donc silencieux sur la période romaine et révolutionnaire de la vie du cardinal.

## Archives
Les importantes archives personnelles du cardinal de Bernis sont aujourd'hui conservées par différents membres de la famille Bernis. Elles ont été étudiées dans le cadre du tricentenaire de la naissance du cardinal, en 2015, par un groupe de 24 chercheurs dirigé par Gilles Montègre. Cette étude a débouché sur la publication du livre Le Cardinal de Bernis. Le pouvoir de l'amitié (dir. G. Montègre, Tallandier, 2019). Un reliquat des archives privées du cardinal de Bernis est par ailleurs conservé aux Archives nationales sous la cote 164AP.

## Collections

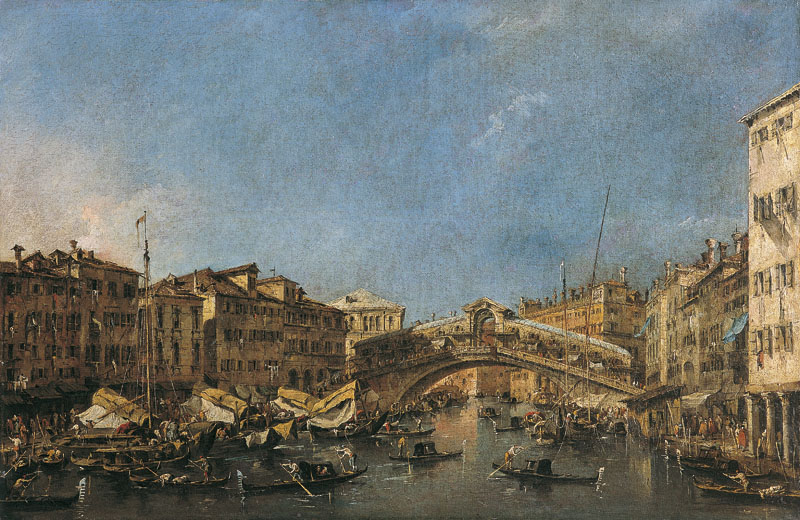
Francesco Guardi, Le Pont du Rialto à Venise, vers 1760, huile sur toile, musée des Augustins de Toulouse.

### Peintures italiennes du musée des Augustins de Toulouse
La collection d'art du cardinal de Bernis est en grande partie le point de départ de la constitution de la collection de peintures italiennes du musée des Augustins de Toulouse. Celle-ci fait l'objet d'une saisie révolutionnaire en 1794 à Albi:194. Si la création de cette collection est parfois attribuée à son neveu, celle-ci est composée principalement de paysages italiens du XVIIIe siècle. Une des œuvres les plus importantes de cette collection est Le Pont du Rialto à Venise de Francesco Guardi. Elle réunit également de nombreuses copies d'œuvres de Raphaël ainsi que du Guerchin et de Guido Reni.

#### Peintures italiennes de la collection du cardinal de Bernis conservées au musée des Augustins de Toulouse
- Paolo Anesi, Vue de La Porte Saint-Paul, 1739, inv. 2004 1 394.
- Paolo Anesi, Le Temple de Bacchus à Rome, 1739, inv. 2004 1 395.
- Sebastiano Conca, Le Mariage de sainte Catherine, 1701-1750, inv. 2004 1 318.
- Sebastiano Conca, Vénus et Vulcain, après 1704, inv. 2004 1 236.
- Francesco Guardi, Le Pont du Rialto à Venise, après 1760 ou 1751-1775, inv. 2004 1 311.
- Andrea Locatelli, Tobie et l'ange sur les bords du Tigre, 1701-1750, inv. 2004 1 322.
- Andrea Locatelli, Les Pèlerins d'Emmaüs, 1701-1750, inv. 2004 1 323.
- Jacopo Zucchi, Sainte Famille, 1576-1600, inv. 2004 1 310.
- Anonyme, école romaine, Repas de la Sainte Famille pendant la fuite en Egypte, 1601-1650, inv. 2004 1 343.
- Anonyme, école romaine, Paysage pastoral, XVIIe siècle, ancien inv. Ro 354.
- Anonyme, Le Château Saint-Ange à Rome, XVIIIe siècle, inv. 2004 1 320.
- D'après le Guerchin, L'Aurore, 1701-1800 ou 1601-1625, inv. 2004 1 1.
- D'après Raphaël, Incendie du Borgo Vecchio, inv. 2004 1 326.
- D'après Raphaël, Le Parnasse, inv. 2004 1 329.
- D'après Raphaël, L'Ecole d'Athènes, inv. 2004 1 330.
- D'après Raphaël, Saint Pierre délivré de prison, inv. 2004 1 331.
- D'après Raphaël, Attila aux portes de Rome, 1601-1700 ou 1701-1800, inv. 2004 1 332.
- D'après Raphaël, La Dispute du Saint sacrement, 1601-1700 ou 1701-1800, inv. 2004 1 333.
- D'après Raphaël, Héliodore chassé du temple, 1601-1700 ou 1701-1800, inv. 2004 1 334.
- D'après Raphaël, La Messe de Bolsena, 1601-1700 ou 1701-1800, inv. 2004 1 335.
- D'après Raphaël, La Transfiguration, ancien inv. Ro 387.
- D'après Guido Reni, Apollon et les heures, 1701-1800 ou 1601-1650, inv. 2004 1 2.
- Artiste actif à Rome, Le maréchal-ferrant, inv. 2004 1 316.
- Artiste actif à Rome, Le Rémouleur, inv. 2004 1 317.
- Anonyme, Eruption d'une volcan, 1776-1800 ou 1701-1800, inv. 2004 1 425.
- Anonyme, Eruption du Vésuve, 1776, inv. 2004 1 426.
- Anonyme florentin ? Scène du déluge, ancien inv. Ro : 412.
- Anonyme, d'après Raphaël, La Transfiguration, ancien inv. Ro 388.
- Anonyme, d'après Raphaël, Joseph expliquant ses songes à ses frères, ancien inv. RO 630.
- Anonyme, d'après Caravage ou Valentin de Boulogne, La Bohémienne dite "La Diseuse de bonne aventure", ancien inv. Ro 781.
- Anonyme, d'après Caravage ou Valentin de Boulogne, Joueurs de cartes, ancien inv. Ro 782.